# Absolventenabzeichen (Sowjetunion)
Absolventenabzeichen wurden erstmals im Russischen Bürgerkrieg gestiftet. In der Sowjetunion erfolgte die offizielle Verleihung von Absolventenabzeichen für den erfolgreichen Abschluss einer Ausbildung oder eines Studiums an einer militärischen Bildungseinrichtung, von den „Suworow-Militärschulen“ bis hin zur „Akademie des Generalstabs“ für Soldaten oder zivile Absolventen.
An Offiziere der bewaffneten Organe anderer Länder (meist aus den Staaten des Warschauer Pakts), die ein Studium an einer Offiziershochschule, Militärakademie oder der Generalstabsakademie der UdSSR erfolgreich absolviert hatten, wurden ebenfalls Absolventenabzeichen verliehen. Das Revers dieser Abzeichen war mit einem Gewindedorn und einer Rändel-Befestigungsmutter versehen, womit es an die Uniform geschraubt werden konnte.

Beispiele für Absolventenabzeichen (Auswahl)
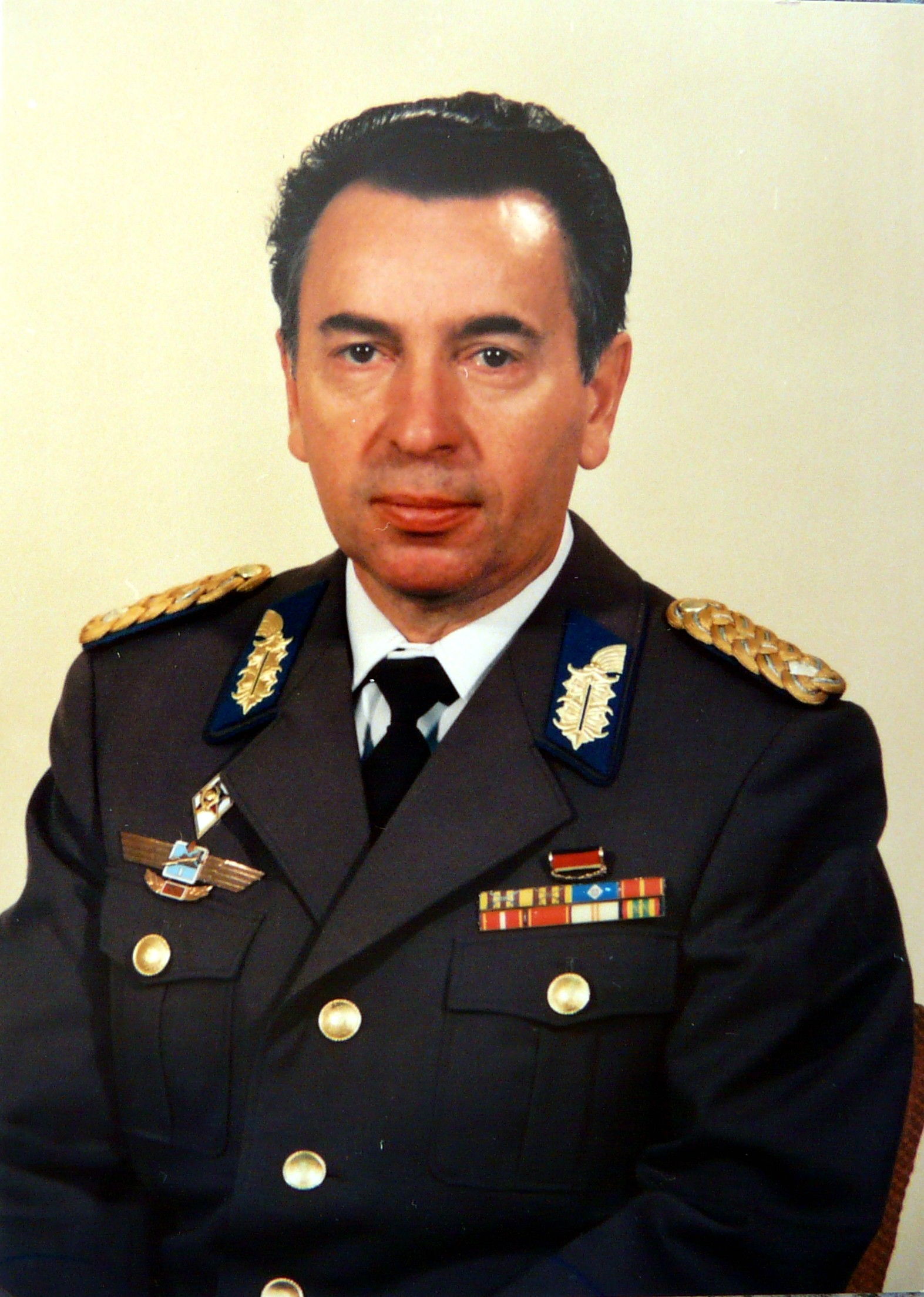
Ein General der NVA (Dr. W. Thonke) mit Absolventenabzeichen
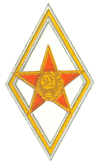
Generalstabsakademie der UdSSR
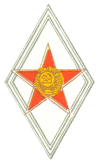
Alle Militärakademien Heer, Luftwaffe, Marine
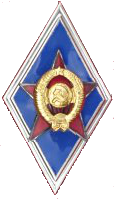
Abschluss einer Offiziershochschule oder militärische Fakultät einer zivilen Hochschule
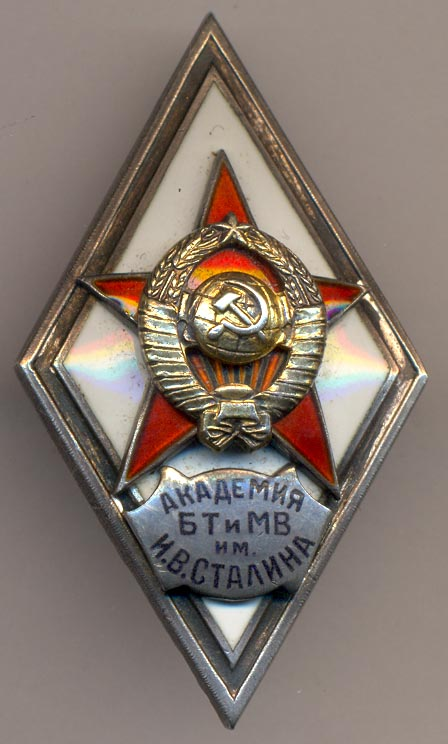
Militärakademie der Panzer- und Mechanisierten Truppen - J.W. Stalin

## Absolventenabzeichen (Auswahl)

### Absolventenabzeichen der Akademie des Generalstabes Woroschilow
Dieses Absolventenabzeichen, welches 1960 gestiftet wurde, ist rhombisch und vergoldet. Es zeigt auf weißen Grund einen roten Stern sowie das goldene Staatswappen der UdSSR.

### Absolventenabzeichen der Militärakademien und militärischen Hochschulen
Diese Absolventenabzeichen wurden seit 1960 verliehen. Sie sind rhombisch, silbern gehalten und zeigen mittig einen roten Stern mit dem aufgelegten goldenen Staatswappen der UdSSR. Das Absolventenabzeichen der 16 Militärakademien sind im Innenteil weiß gehalten, das der Hochschulen und Institute hingegen blau.

### Absolventenabzeichen der militärischen Fachschulen
Das Absolventenabzeichen der militärischen Fachschulen wurde am 15. November 1950 gestiftet. Anfangs wiesen diese Abzeichen, entsprechend dem militärischen Ausbildungsbereich, unterschiedliche Symbole auf. 1956 wurden diese Abzeichen vereinheitlicht. Sie zeigten nunmehr ein hochovales goldenes Abzeichen mit goldener Lorbeerumrandung, die an ihrem unteren Kreuzpunkt die Inschrift СССР zeigt, sowie ein weißes Mittelfeld. In diesem ist das goldene Staatswappen der UdSSR sowie die roten Buchstaben ВУ (ru: Военное Училище / de: Militärische Lehreinrichtung) zu lesen. Der obere Abschluss des Absolventenabzeichens wird von einer roten wehenden Fahne dominiert.

### Absolventenabzeichen der Suworow-Militärschulen
In der Sowjetunion gab es acht Suworow-Militärschulen. Sie dienten der Ausbildung und Erziehung von Jugendlichen, die auf den Offiziersberuf in der Roten Armee bzw. in der Seekriegsflotte vorbereitet werden sollten. Letztere Ausbildung erfolgte an der Leningrader Militärschule. Das Absolventenabzeichen wurde vom sowjetischen Minister der Verteidigung am 24. September 1958 per Befehl gestiftet. Das Absolventenabzeichen zeigt ein vergoldetes hochovales Abzeichen umrahmt von einem Lorbeerkranz. Im unteren Teil ist die Inschrift: СССР und СВУ (Abkürzung für Suworow-Militärschulen) zu lesen. Mittig prangt das verkleinerte Ordensbild des Suworowordens umgeben von einem Lorbeerkranz. Das Mittelmedaillon ist versilbert und zeigt das Bildnis Suworows.

### Absolventenabzeichen der Nachimow-Seekriegsschule
Dieses Absolventenabzeichen gleicht dem der Suworow-Militärschulen, ist aber silbern. Allerdings zeigt es im blauen Mittelmedaillon das Bildnis von Pawel Stepanowitsch Nachimow. Das Abzeichen in Sternform ist golden und mit einem symbolischer Anker unterlegt. Die Umrandung besteht aus Lorbeerlaub und einem Schiffstau. Es zeigt auch hier im unteren Teil die Inschrift: СССР und НВМУ (Abkürzung für Nachimow-Schule der Seekriegsflotte).

## Absolventenabzeichen in zivilen Bereich
Auch an zivilen Hochschulen, Universitäten und Instituten wurden zum Teil Absolventenabzeichen vergeben.
Beispiele für zivile Absolventenabzeichen

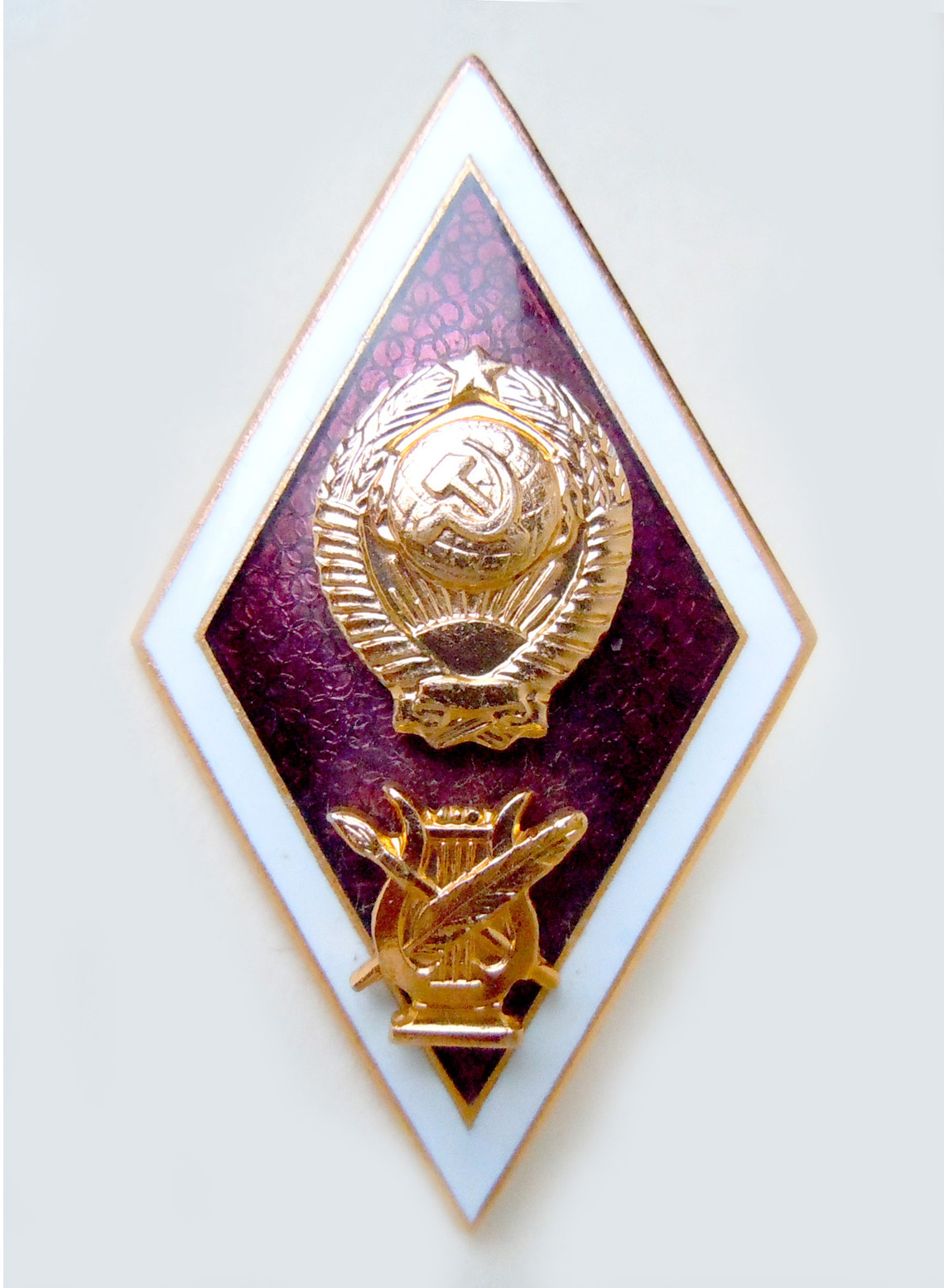
Hochschule für Kultur der UdSSR
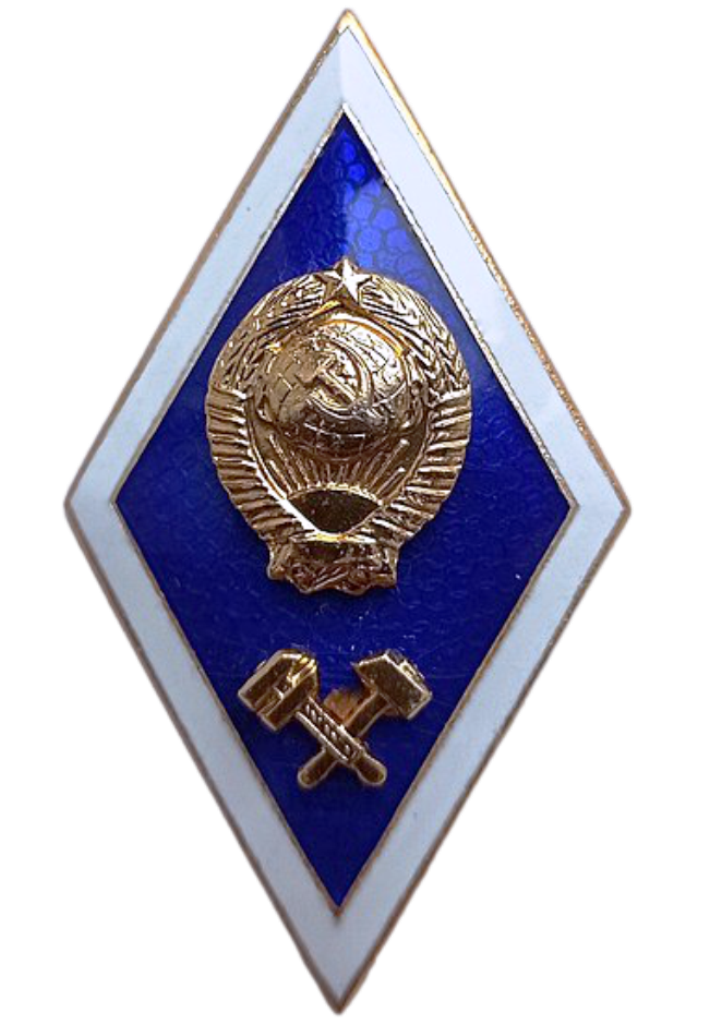
Bergbau / Ingenieurwesen der UdSSR